# Pireus

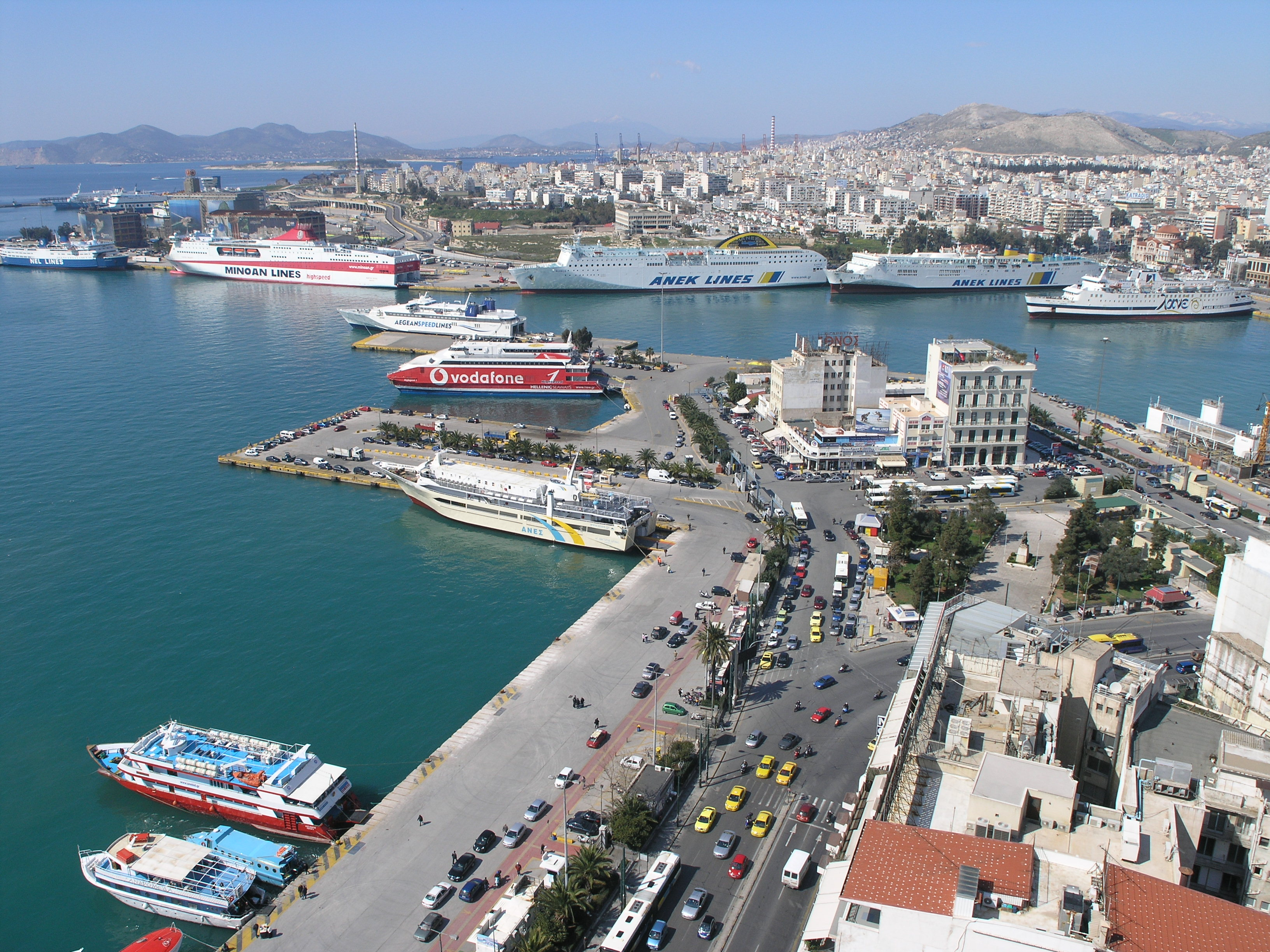
Delar av Pireus och hamnen, 2011

Pireus (grekiska: Πειραιάς, Peiraiás, klassisk grekiska: Πειραιεύς, Peiraieús) är en kommunhuvudort och hamnstad i Grekland. Den ligger i prefekturen Nomós Attikís och regionen Attika, i den sydöstra delen av landet vid Saroniska bukten, 8 km sydväst om huvudstaden Aten. Antalet invånare är 163 688. Ända sedan antiken har den fungerat som Atens hamn och är numera sammanvuxen med Aten. 
Här ligger fotbollstadium Karaïskákis-Stadion som är hemmaplan för klubblaget Olympiakos och Greklands herrlandslag i fotboll.

## Historia

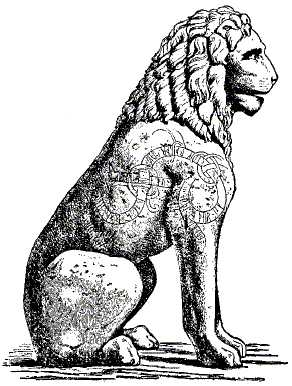
Pireuslejonet

Atens hamn låg i äldsta tider vid den Faleriska bukten öster om Pireus. Men i början av 400-talet f.Kr. anlades på Themistokles förslag hamnen Pireus, som då omgavs med väldiga fästningsverk och sedan medelst två parallella fästningsmurar (de s.k. "långa murarna") förenades med Aten. För Atens utveckling och politiska maktställning var Pireus av omätlig betydelse och ansågs av sin skapare, Themistokles, till och med vara viktigare än själva huvudstaden. Södra delen av den stora hamnen hette fordom såsom nu Kantharos och tjänade som örlogshamn, den norra och rymligare delen som handelshamn. Under medeltiden och även senare kallades Pireus Porto Leone med anledning av ett kolossalt marmorlejon med runinskrifter från 1000-talet, som stod vid hamninloppet innan det 1687 fördes till Venedigs arsenal. Under osmanska riket fick Pireus fullständigt förfalla, men staden återställdes under sitt gamla namn i samband med att Aten blev huvudstad i det nya Kungariket Grekland 1835.
Utdrag ur prologen till Platons "Staten": 
”I sällskap med Glavkon, Aristons son, vandrade jag i går ner till Peiraievs. Jag ville nämligen förrätta min bön hos gudinnan och på samma gång se efter, huru festen för henne firades — det var nämligen första gången den firades här hos oss. Jag fann också verkligen, att den försiggick på ett anslående sätt, även om den hos trakerna firas under minst lika vackra former. När vi hade slutat vår bön och åsett festen, gingo vi tillbaka i riktning mot Atén.”